# Cimadera
Cimadera é uma comuna da Suíça, no Cantão Tessino, com cerca de 104 habitantes. Estende-se por uma área de 5,2 km², de densidade populacional de 20 hab/km². Confina com as seguintes comunas: Certara, Sonvico, Valcolla, Val Rezzo (IT-CO), Valsolda (IT-CO).
A língua oficial nesta comuna é o Italiano.